# Clerget-Blin
La Clerget-Blin (Société Clerget-Blin et Cie) fu un'azienda aeronautica francese con sede a Levallois-Perret, specializzata nella progettazione, sviluppo e commercializzazione di motori ad uso aeronautico e fondata dall'ingegnere ed inventore Pierre Clerget in collaborazione con l'industriale Eugène Blin nel 1913. I motori venivano commercializzati con il marchio Clerget.

## Storia
Dopo che nel 1905 Clerget venne assunto dalla casa automobilistica Clément-Bayard per la realizzazione di motori a combustione interna con cui equipaggiare le proprie vetture, l'ingegnere francese seguì con interesse l'evoluzione dell'aviazione che in quegli anni stava sperimentando il passaggio dal "più leggero dell'aria" all'innovativo aeroplano. Nei primi anni dieci del XX secolo contattò l'imprenditore Eugène Blin, pioniere dell'industria automobilistica e che aveva per pochi anni fondato in collaborazione con Paul Malicet la casa automobilistica Malicet & Blin. Data la recente chiusura dell'azienda, Clerget gli propose una collaborazione per poter progettare e realizzare motori destinati all'utilizzo aeronautico. Blin si dichiarò interessato e nel 1913 la Société Clerget-Blin et Cie venne istituita a Levallois-Perret con stabilimento di produzione a Digione.
Lo scoppio della prima guerra mondiale ed il crescente uso del mezzo aereo nel conflitto contribuirono alla rapida espansione dell'azienda, ma ben presto le commissioni superarono la capacità produttiva. Per ovviare quindi al problema di rendere disponibili i loro motori rotativi di maggior successo, molti dei loro progetti vennero realizzati su licenza nel Regno Unito da aziende come la Gwynnes Ltd, la Ruston Proctor e la Gordon Watney.
Al termine del conflitto la maggiore disponibilità di aziende di produzione per motori, la diminuita domanda degli stessi e la scelta tecnica che fece progressivamente abbandonare il motore rotativo a pistoni in favore di motori dall'architettura più convenzionale, decretarono il costante declino dell'azienda. Tuttavia, in questo periodo, l'Institute of the Aeronautical Science of New York la nominò tra i suoi membri nel 1933.
Nel 1939, nell'ambito della ristrutturazione e nazionalizzazione delle aziende aeronautiche decisa dal governo francese, l'azienda venne integrata nel Groupe d'étude des moteurs à huile lourde (Gruppo di studio dei motori a gasolio) (GEHL), confluito in seguito, al termine della seconda guerra mondiale, nella Snecma nel 1947.

## Produzione

### Motori rotativi

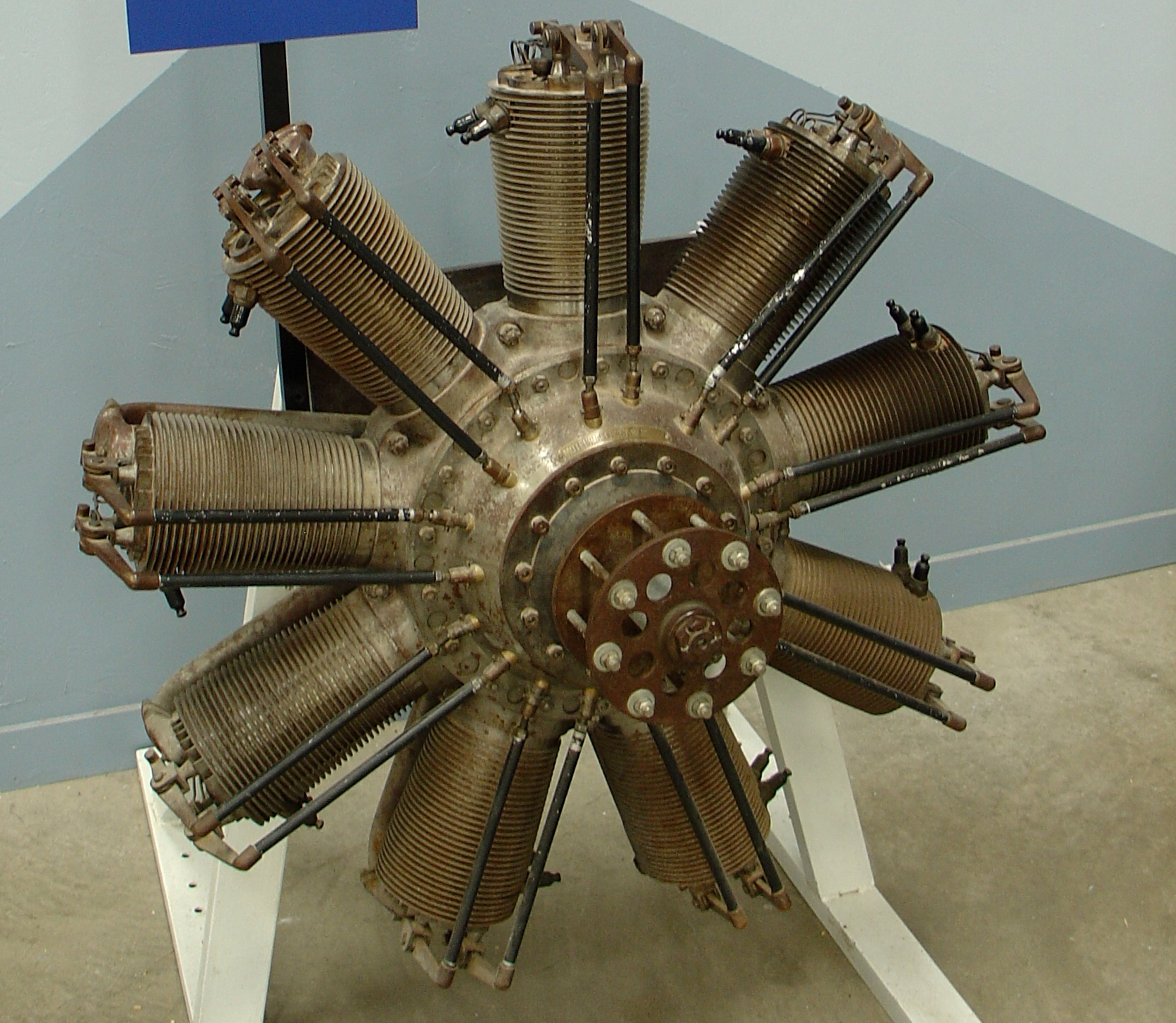
Il Clerget 9B.

- Clerget 7Z
- Clerget 9B
- Clerget 9Bf
- Clerget 9Z
- Clerget 11Eb

### Motori radiali a ciclo Diesel
- Clerget 9A
- Clerget 14F

### Motori ad H
- Clerget Type Transatlantique